# Andreas Meier (Politiker, 1962)

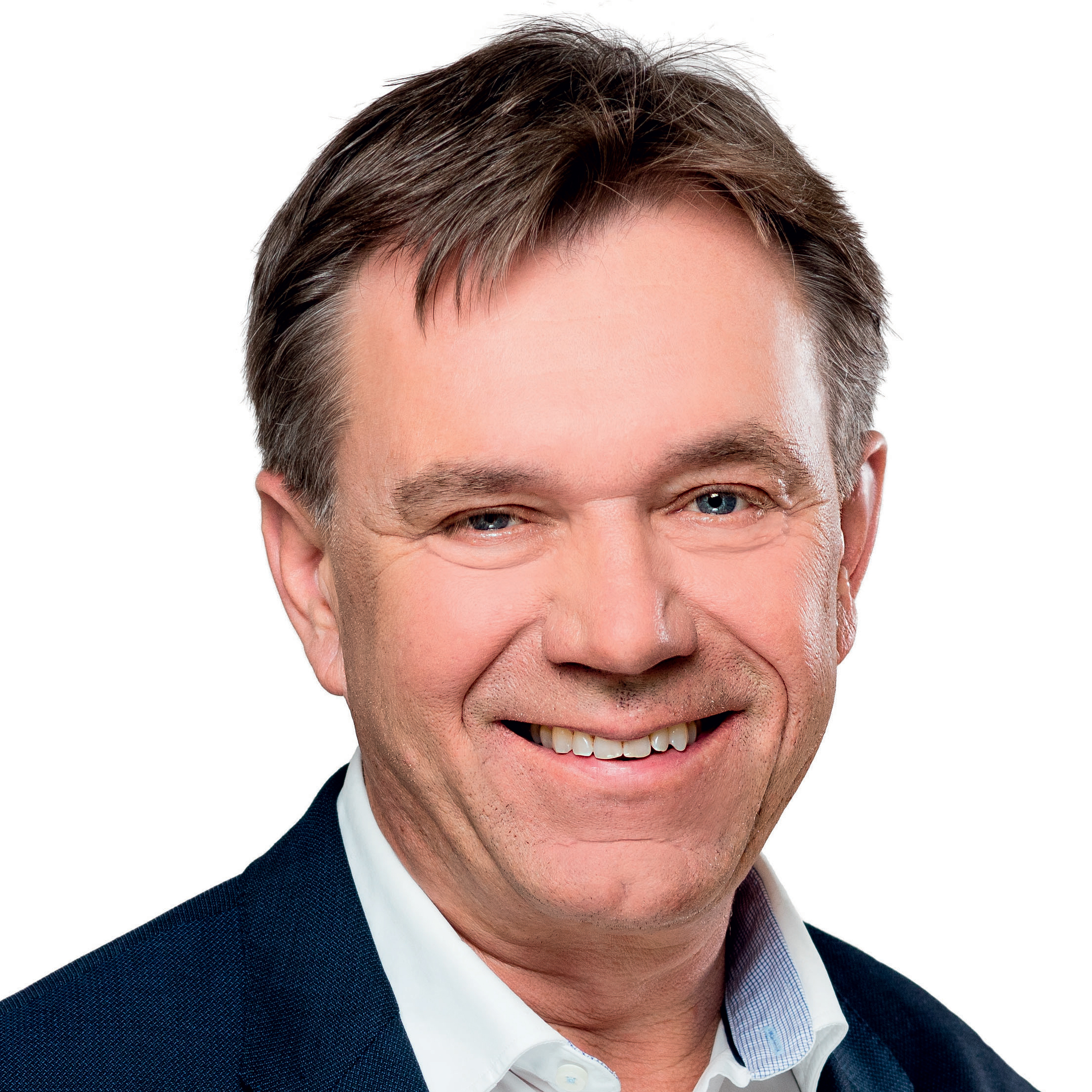
Andreas Meier, 2023

Andreas Michael Meier (* 11. Februar 1962 in Leuggern; heimatberechtigt in Würenlingen) ist ein Schweizer Politiker (Die Mitte, vormals CVP) und Weinbauer.

## Biographie
Andreas Meier wuchs in Würenlingen auf. Er war Präsident von Die Mitte Bezirk Zurzach und Vizepräsident des Aargauer Gewerbeverbands. Er ist seit 2023 Mitglied des Nationalrates.
Er lebt in Klingnau in einer Partnerschaft und hat drei erwachsene Töchter. Meier ist  Önologe (Ing. HTL Obst und Weinbau), Unternehmer und Inhaber von Weingut zum Sternen, Rebschule Meier AG, Mitinhaber von Besserstein Wein AG und Weinstern Wettingen AG. Er ist zudem Verwaltungsrat des HTZ Higtechzentrum Aargau und Vorstand der SFATA (Swiss Food and Agrotech Association).
Meier sass von 2017 bis Ende Juni 2022 im Grossen Rat des Kantons Aargau. Nach dem Rücktritt von Ruth Humbel zog er am 27. Februar 2023 in den Nationalrat ein. Er war bis Dezember 2023 Mitglied der Sicherheitspolitischen Kommission (SiK) und ist seither Mitglied der Kommission für Wissenschaft, Bildung und Kultur (WBK) sowie der Geschäftsprüfungskommission (GPK). Andreas Meier gründete die Parlamentarische Gruppe «Genuss und Verantwortung» und teilt mit der Ständerätin Esther Friedli das Co-Präsidium.